# スコット・マクラウド
スコット・マクラウド（Scott McLeod、1973年2月28日 - ）は、ニュージーランドのラグビー指導者。

## プロフィール
- オーストラリア・ブリスベン出身[1]。
- ポジションはセンター(CTB)。
- 身長 187cm、体重 90kg
- ニュージーランド代表通算キャップ数は10。

## 経歴
セントローレンス高校、ワイカト大学、ワイカト、チーフスを経て、2002年、東芝府中(現・東芝ブレイブルーパス)に加入。
2008年、東芝ブレイブルーパスを退団後、現役を引退した。
その後U20ニュージーランド代表、ハイランダーズなどのコーチを経て、2017年、ニュージーランド代表のコーチに就任。
2024年8月からクボタスピアーズ船橋・東京ベイのアシスタントコーチに就任。

## 受賞歴
- 2004-05トップリーグベスト15
- 2005-06マイクロソフトカップMVP トップリーグベスト15
- 2006-07トップリーグベスト15